# Верхняя Баланда
 Верхняя Баланда  — село в Аксубаевском районе Татарстана. Входит в состав Кривоозерского сельского поселения.

## География
Находится в южной части Татарстана на расстоянии приблизительно 5 км на юг по прямой от районного центра поселка Аксубаево у речки Канавка.

## История
Основано в середине XVIII века крещёными чувашами. В 1898 году была построена Никольская церковь (утрачена).

## Население
Постоянных жителей было: в 1782 году — 100 душ муж. пола; в 1859—727, в 1897—1488, в 1908—1691, в 1920—1728, в 1926—1454, в 1938—1094, в 1949—892, в 1958—578, в 1970—540, в 1979—329, в 1989—122, в 2002 году 93 (русские 98 %), в 2010 году 57.